# نيكولا بكوفيتش
نيكولا بكوفيتش مواليد 3 يناير 1986 في بييلو بوليي، جمهورية يوغوسلافيا الاشتراكية الاتحادية، هو لاعب كرة سلة محترف مونتينيغري بدأ مسيرته الاحترافية في سنة 2003 حيث تم اختياره من قبل فريق مينيسيوتا تيمبر وولفز خلال الدرافت، يلعب مع فريق مينيسيوتا تيمبر وولفز في الرابطة الوطنية لكرة السلة كلاعب وسط ويحمل الرقم 14. يبلغ طوله 6 قدم 11 بوصة (2.1 م).

## إحصائيات المسيرة

### الرابطة الوطنية لكرة السلة

#### الموسم الاعتيادي
| السنة   | الفريق                | لعب | بدأ | دقيقة | ميداني% | ثلاثية | حرة  | ارتداد | صنع | استلاب | تصدي | نقطة |
| ------- | --------------------- | --- | --- | ----- | ------- | ------ | ---- | ------ | --- | ------ | ---- | ---- |
| 2010–11 | مينيسيوتا تيمبر وولفز | 65  | 11  | 13.6  | .517    | .000   | .763 | 3.0    | .4  | .3     | .5   | 5.5  |
| 2011–12 | مينيسيوتا تيمبر وولفز | 47  | 35  | 26.9  | .564    | .000   | .743 | 7.4    | .7  | .6     | .7   | 13.9 |
| 2012–13 | مينيسيوتا تيمبر وولفز | 62  | 62  | 31.6  | .520    | .000   | .744 | 8.8    | .9  | .7     | .8   | 16.3 |
| 2013–14 | مينيسيوتا تيمبر وولفز | 54  | 54  | 30.8  | .541    | .000   | .747 | 8.7    | .9  | .6     | .4   | 17.5 |
| 2014–15 | مينيسيوتا تيمبر وولفز | 31  | 29  | 26.3  | .424    | .000   | .837 | 7.5    | .9  | .6     | .4   | 12.5 |
| 2015–16 | مينيسيوتا تيمبر وولفز | 12  | 3   | 13.0  | .380    | .000   | .800 | 1.8    | .9  | .1     | .0   | 4.5  |
| المسيرة |                       | 271 | 194 | 24.9  | .518    | .000   | .760 | 6.7    | .7  | .5     | .6   | 12.6 |

## روابط خارجية
- نيكولا بكوفيتش على موقع الاتحاد الدولي لكرة السلة (الإنجليزية)
- نيكولا بكوفيتش على موقع الدوري الأوروبي لكرة السلة (الإنجليزية)
- نيكولا بكوفيتش على موقع إن بي أي (الإنجليزية)
- نيكولا بكوفيتش على موقع سبورتس رفرنس (الإنجليزية)
- نيكولا بكوفيتش على موقع كرة السلة الأوروبية.كوم (الإنجليزية)
- نيكولا بكوفيتش على موقع ريلجم (الإنجليزية)
- نيكولا بكوفيتش على موقع بروبوليرز (الإنجليزية)
- نيكولا بكوفيتش على موقع سبورتس رفرنس (الإنجليزية)